# Grădiștea, Călărași
Grădiștea là một xã thuộc hạt Călărași, România. Dân số thời điểm năm 2002 là 5303 người.